# Gare de La Salle
La Gare de La Salle (en italien, Stazione di La Salle) est une gare ferroviaire italienne de la ligne d'Aoste à Pré-Saint-Didier, située au hameau du Pont, sur le territoire de la commune de La Salle, dans la région autonome à statut spécial de la Vallée d'Aoste.
Mise en service en 1929 par la Società Ferrovia Aosta–Pré-St-Didier (FAP), c'est une gare de Rete ferroviaria italiana (RFI) qui était desservie par le train Trenitalia qui effectuait des navettes sur la relation Aoste - Pré-Saint-Didier.

## Situation ferroviaire
Établie à environ 898 mètres d'altitude, la gare d'Avise est située au point kilométrique (PK) 25,096 de la ligne d'Aoste à Pré-Saint-Didier (voie unique non électrifiée), entre les gares de Derby et de Morgex.
Elle dispose d'une seule voie, la deuxième ayant été enlevée lors de travaux sur la ligne.

## Histoire
La gare de La Salle est mise en service le 28 octobre 1929 par la Società Ferrovia Aosta–Pré-St-Didier (FAP), lorsqu'elle ouvre à l'exploitation sa ligne d'Aoste à Pré-Saint-Didier.
En 2015, à la suite de la fermeture de la ligne d'Aoste à Pré-Saint-Didier, elle est fermée.

## Service des voyageurs

### Accueil
C'est une halte voyageurs sans personnel. Elle dispose d'un quai protégé par une avancée de la toiture du bâtiment.

### Desserte
La Salle était desservie par le train Trenitalia qui faisait la navette sur la relation Aoste - Pré-Saint-Didier.

### Intermodalité
Le stationnement des véhicules est possible à proximité. Elle était desservie par des autocars des lignes du réseau local de la haute Vallée d'Aoste (SAVDA).

## Patrimoine ferroviaire
Bien qu'inutilisé pour le service ferroviaire, l'ancien bâtiment est toujours présent, mais est un domicile privé. Il est de style valdôtain éclectique, en pierre, lauzes et bois, suivant le modèle de la grange l'Ôla du château d'Introd.